# Курт Мазур
Курт Мазур (нім. Kurt Masur, 18 липня 1927 — 19 грудня 2015) — німецький диригент.

## Життєпис
Народився у місті Бриг (Сілезія, нині Бжеґ, Польща).
Навчався в Лейпцизькій вищій музичній школі, керував оркестром театру в Галле. У 1955 був призначений другим диригентом Дрезденської державної капели, в 1960–1964 — головний диригент Берлінської комічної опери. З 1970 — капельмейстер Лейпцизького Гевандхауса.
З 1991 — музичний директор Нью-Йоркського філармонічного оркестру, змінив на цій посаді Зубіна Мету. У 2000–2007 — головний диригент Лондонського філармонічного оркестру. З 2002 року музичний директор Національного оркестру Франції.
Лауреат Премії Роберта Шумана (1981), Національної премії НДР (1982). Названий найкращим музикантом року США (1993).

## Гастролі в Україні
- Диригував симфонічним оркестром київської філармонії в 1971 році.